# Traducător autorizat
Un traducător autorizat este o persoană autorizată de către Ministerul Justiției (România) să efectueze activități de traducere scrisă și orală (interpreți) pentru Consiliul Superior al Magistraturii, Ministerul Justiției, Parchetul de pe lângă Înalta Curte de Casație și Justiție, Direcția Națională Anticorupție, organele de urmărire penală, instanțele judecătorești, birourile notarilor publici, avocați și executori judecătorești. Traducerile care poartă ștampila și semnătura unui traducător autorizat se numesc traduceri autorizate.
În baza autorizației emisă de Ministerul Justiției, traducătorul autorizat poate solicita legalizarea semnăturii sale de către un notar public, după ce în prealabil a depus specimenul de semnătură la biroul notarului public. Traducerile autorizate care au atașată o încheiere de legalizare semnată și ștampilată de notarul public se numesc traduceri legalizate.